# Tevya
Tevya is een Amerikaanse film uit 1939 geregisseerd door Maurice Schwartz. De film werd in 1991 opgenomen in het National Film Registry.

## Rolverdeling
| Acteur            | Personage          |
| ----------------- | ------------------ |
| Maurice Schwartz  | Tevya              |
| Miriam Riselle    | Chava              |
| Rebecca Weintraub | Golde              |
| Paula Lubelski    | Tzeitel            |
| Leon Liebgold     | Fedya              |
| Vicki Marcus      | Shloimele          |
| Betty Marcus      | Perele             |
| Julius Adler      | Aleksei the Priest |